# Бітов Андрій Георгійович
Андрі́й Гео́ргійович Бі́тов (рос. Андрей Георгиевич Битов; 27 травня 1937, Ленінград, РРФСР — 3 грудня 2018, Москва, Росія) — російський письменник-нонкомформіст. Один із засновників російського постмодернізму в літературі.

## Біографія
Народився в Ленінграді, на Петроградській стороні. Батько — архітектор, мати — юрист. Брат Олег — відомий радянський журналіст-міжнародник. За власним визнанням, за національністю черкес у п'ятому поколінні. Писати почав 1956 року.
У 1954 році закінчив середню школу № 213 (тоді вона розташовувалася на набережній Фонтанки) — першу в Ленінграді школу з викладанням ряду предметів англійською мовою. У 1957 році вступив у Ленінградський гірничий інститут, де брав участь у роботі літоб'єднання під керівництвом Гліба Семенова. У 1957—1958 служив у будбаті на Півночі. У 1958 р. відновився в інституті, закінчив геологорозвідувальний факультет у 1962 році. Писав вірші, наслідуючи Віктору Голявкину почав писати короткі абсурдистські розповіді, вперше опубліковані в 1990-х рр. Часто в інтерв'ю називав себе непрофесійним письменником.
З 1960 по 1978 вийшло друком близько десяти книг прози. З 1965 року член Союзу письменників. У 1978 році в США опублікований роман «Пушкінський дім». У 1979 році він — один із творців нецензурованого альманаху «Метрополь». Його перестали друкувати до 1986 р.
Перебудова відкрила нові можливості. Закордон, лекції, симпозіуми, громадська, в тому числі правозахисна діяльність. У 1988 році брав участь у створенні російського Пен-клубу, з 1991 року — його президент. У 1991 році був одним із творців неформального об'єднання «БаГаЖъ» (Бітов, Ахмадуліна, Габріадзе, Алешковський, Жванецький).

## Громадянська позиція
В березні 2014 року підписав листа «Ми з Вами!» КіноСоюзу на підтримку України.

## Смерть
Андрій Бітов помер 3 грудня 2018 року у реанімації московської клінічної лікарні імені Баумана. Причиною смерті стали проблеми з серцем.

## Кіносценарії
- 1966 — «Маленький утікач»
- 1974 — «Закриття сезону»
- 1977 — «У четвер і більше ніколи»
- 1981 — «Три дні і два роки»
- 2008 — «Льолик і Барбарики»

## Актор
- 1986 — «Чужа біла і рябий» — Петро Петрович Старцев, композитор

## Нагороди
- 1984 — Орден «Знак Пошани»
- 1989 — Пушкінська премія фонду А. Тепфера (Німеччина)
- 1990 — Премія за найкращу іноземну книгу року (Франція), за роман «Пушкінський дім» і премія Андрія Білого (Санкт-Петербург)
- 1992 — Державна премія Росії за роман «Відлітаючий Монахов»
- 1993 — Орден «За заслуги в мистецтві і літературі» (Франція)
- 1997 — Державна премія Російської Федерації і премія «Північна Пальміра» за роман «Оприлюднені»
- 1999 — Царскосельска мистецька премія
- Медаль Мовсеса Хоренаці (Вірменія)
- Лауреат премій журналів «Дружба народів», «Новий світ», «Іноземна література», «Зірка», «Вогник» та ін.
- З 1997 року — Почесний докторЄреванського державного університету і Почесний громадянин Єревана.
- Почесний член Російської академії мистецтв